# خلبان (فیلم ۲۰۱۹)
فیلم خلبان (به انگلیسی: The Captain)(به چینی: 中国机长) یک فیلم حادثه‌ای-ماجراجویی ساخت چین است که در سال ۲۰۱۹ به تهیه‌کنندگی و کارگردانی اندرو لاو ساخته شد. این فیلم بر اساس حادثه پرواز ۸۶۳۳ هواپیمایی سیچوان است. این فیلم در سپتامبر ۲۰۱۹ در چین اکران شد و به طور کلی نقدهای مثبتی دریافت کرد.